# Lumumba Di-Aping
Lumumba Stanislaus Di-Aping är ambassadör och ställföreträdande ständig representant för Sudan vid FN i New York. Under 2009 är han även ordförande för G77 och samordnar i den rollen G77:s och Kinas positioner vid klimatmötet i Köpenhamn. Han agerar där även som talesman för G77 och Kina.